# First Division 1910-1911
La First Division 1910-1911 è stata la 23ª edizione della massima serie del campionato inglese di calcio, disputato tra il 1º settembre 1910 e il 29 aprile 1911 e concluso con la vittoria del Manchester Utd, al suo secondo titolo.
Capocannoniere del torneo è stato Albert Shepherd (Newcastle Utd) con 25 reti.

## Squadre partecipanti
| Club              | Stagione | Città               | Stadio               | Stagione precedente                   |
| ----------------- | -------- | ------------------- | -------------------- | ------------------------------------- |
| Aston Villa       | dettagli | Birmingham          | Villa Park           | 1º posto in First Division            |
| Blackburn         | dettagli | Blackburn           | Ewood Park           | 3º posto in First Division            |
| Bradford City     | dettagli | Bradford            | Valley Parade        | 7º posto in First Division            |
| Bristol City      | dettagli | Bristol             | Ashton Gate Stadium  | 16º posto in First Division           |
| Bury              | dettagli | Bury                | Gigg Lane            | 13º posto in First Division           |
| Everton           | dettagli | Liverpool           | Goodison Park        | 10º posto in First Division           |
| Liverpool         | dettagli | Liverpool           | Anfield              | 2º posto in First Division            |
| Manchester City   | dettagli | Manchester          | Hyde Road            | 1º posto in Second Division, promosso |
| Manchester Utd    | dettagli | Manchester          | Old Trafford         | 5º posto in First Division            |
| Middlesbrough     | dettagli | Middlesbrough       | Ayresome Park        | 17º posto in First Division           |
| Newcastle Utd     | dettagli | Newcastle upon Tyne | St James' Park       | 4º posto in First Division            |
| Nottingham Forest | dettagli | Nottingham          | City Ground          | 14º posto in First Division           |
| Notts County      | dettagli | Nottingham          | Trent Bridge         | 9º posto in First Division            |
| Oldham Athletic   | dettagli | Oldham              | Boundary Park        | 2º posto in Second Division, promosso |
| Preston N.E.      | dettagli | Preston             | Deepdale             | 12º posto in First Division           |
| Sheffield Utd     | dettagli | Sheffield           | Bramall Lane         | 6º posto in First Division            |
| Sheffield Weds    | dettagli | Sheffield           | Hillsborough Stadium | 11º posto in First Division           |
| Sunderland        | dettagli | Sunderland          | Roker Park           | 8º posto in First Division            |
| Tottenham         | dettagli | Londra              | White Hart Lane      | 15º posto in First Division           |
| Woolwich Arsenal  | dettagli | Londra              | Manor Ground         | 18º posto in First Division           |

## Classifica finale
|       | Pos. | Squadra           | Pt | G  | V  | N  | P  | GF | GS | Med   |
| ----- | ---- | ----------------- | -- | -- | -- | -- | -- | -- | -- | ----- |
|       | 1.   | Manchester Utd    | 52 | 38 | 22 | 8  | 8  | 72 | 40 | 1.800 |
|       | 2.   | Aston Villa       | 51 | 38 | 22 | 7  | 9  | 69 | 41 | 1.683 |
|       | 3.   | Sunderland        | 45 | 38 | 15 | 15 | 8  | 67 | 48 | 1.396 |
|       | 4.   | Everton           | 45 | 38 | 19 | 7  | 12 | 50 | 36 | 1.389 |
| [ 2 ] | 5.   | Bradford City     | 45 | 38 | 20 | 5  | 13 | 51 | 42 | 1.214 |
|       | 6.   | Sheffield Weds    | 42 | 38 | 17 | 8  | 13 | 47 | 48 | 0.979 |
|       | 7.   | Oldham Athletic   | 41 | 38 | 16 | 9  | 13 | 44 | 41 | 1.073 |
|       | 8.   | Newcastle Utd     | 40 | 38 | 15 | 10 | 13 | 61 | 43 | 1.419 |
|       | 9.   | Sheffield Utd     | 38 | 38 | 15 | 8  | 15 | 49 | 43 | 1.140 |
|       | 10.  | Woolwich Arsenal  | 38 | 38 | 13 | 12 | 13 | 41 | 49 | 0.837 |
|       | 11.  | Notts County      | 38 | 38 | 14 | 10 | 14 | 37 | 45 | 0.822 |
|       | 12.  | Blackburn         | 37 | 38 | 13 | 11 | 14 | 62 | 54 | 1.148 |
|       | 13.  | Liverpool         | 37 | 38 | 15 | 7  | 16 | 53 | 53 | 1.000 |
|       | 14.  | Preston N.E.      | 35 | 38 | 12 | 11 | 15 | 40 | 49 | 0.816 |
|       | 15.  | Tottenham         | 32 | 38 | 13 | 6  | 19 | 52 | 63 | 0.825 |
|       | 16.  | Middlesbrough     | 32 | 38 | 11 | 10 | 17 | 49 | 63 | 0.778 |
|       | 17.  | Manchester City   | 31 | 38 | 9  | 13 | 16 | 43 | 58 | 0.741 |
|       | 18.  | Bury              | 29 | 38 | 9  | 11 | 18 | 43 | 71 | 0.606 |
|       | 19.  | Bristol City      | 27 | 38 | 11 | 5  | 22 | 43 | 66 | 0.652 |
|       | 20.  | Nottingham Forest | 25 | 38 | 9  | 7  | 22 | 55 | 75 | 0.733 |

Legenda:
      Campione d'Inghilterra.
      Retrocessa in Second Division.
Regolamento:
Due punti a vittoria, uno a pareggio, zero a sconfitta.
A parità di punti le squadre venivano classificate secondo il quoziente reti.

## Risultati

### Tabellone
|                   | Ast  | Bla  | Bra  | Bri  | Bry  | Eve  | Liv  | MaC  | MaU  | Mid  | New  | NmF  | NtC  | Old  | Pre  | ShU  | ShW  | Sun  | Tot  | Woo  |
| ----------------- | ---- | ---- | ---- | ---- | ---- | ---- | ---- | ---- | ---- | ---- | ---- | ---- | ---- | ---- | ---- | ---- | ---- | ---- | ---- | ---- |
| Aston Villa       | –––– | 2-2  | 4-1  | 2-0  | 4-1  | 2-1  | 1-1  | 2-1  | 4-2  | 5-0  | 3-2  | 3-1  | 3-1  | 1-1  | 0-2  | 3-0  | 2-1  | 2-1  | 4-0  | 3-0  |
| Blackburn         | 0-0  | –––– | 3-0  | 2-0  | 6-2  | 0-1  | 1-2  | 2-0  | 1-0  | 5-1  | 3-1  | 4-1  | 1-1  | 1-0  | 0-1  | 1-2  | 6-1  | 0-1  | 3-0  | 1-0  |
| Bradford City     | 1-2  | 1-0  | –––– | 3-1  | 2-2  | 3-1  | 1-3  | 1-0  | 1-0  | 1-0  | 1-0  | 2-1  | 0-1  | 1-2  | 1-0  | 0-1  | 5-2  | 3-0  | 3-0  | 3-0  |
| Bristol City      | 1-2  | 1-0  | 0-2  | –––– | 2-0  | 0-1  | 1-1  | 2-1  | 0-1  | 3-2  | 1-0  | 5-1  | 1-0  | 3-2  | 0-0  | 0-2  | 2-2  | 1-1  | 0-2  | 0-1  |
| Bury              | 1-0  | 2-2  | 0-1  | 2-1  | –––– | 0-0  | 3-0  | 5-2  | 0-3  | 4-2  | 1-1  | 1-0  | 0-0  | 2-2  | 1-0  | 1-1  | 1-1  | 0-0  | 2-1  | 1-1  |
| Everton           | 0-1  | 6-1  | 0-0  | 4-3  | 2-1  | –––– | 0-1  | 1-0  | 0-1  | 2-0  | 1-5  | 2-1  | 5-0  | 1-0  | 2-0  | 1-0  | 1-1  | 2-2  | 2-0  | 2-0  |
| Liverpool         | 3-1  | 2-2  | 1-2  | 4-0  | 2-0  | 0-2  | –––– | 1-1  | 3-2  | 3-0  | 3-0  | 2-3  | 2-1  | 1-0  | 3-0  | 2-0  | 3-0  | 1-2  | 1-2  | 1-1  |
| Manchester City   | 1-1  | 0-0  | 1-3  | 1-2  | 5-1  | 2-1  | 1-2  | –––– | 1-1  | 2-1  | 2-0  | 1-0  | 0-1  | 2-0  | 0-2  | 0-4  | 1-2  | 3-3  | 2-1  | 1-1  |
| Manchester Utd    | 2-0  | 3-2  | 1-0  | 3-1  | 3-2  | 2-2  | 2-0  | 2-1  | –––– | 1-2  | 2-0  | 4-2  | 0-0  | 0-0  | 5-0  | 1-1  | 3-2  | 5-1  | 3-2  | 5-0  |
| Middlesbrough     | 0-1  | 2-3  | 3-2  | 3-0  | 2-1  | 1-0  | 2-2  | 0-0  | 2-2  | –––– | 0-2  | 2-2  | 4-1  | 1-2  | 2-0  | 3-1  | 0-1  | 1-0  | 2-0  | 1-1  |
| Newcastle Utd     | 1-0  | 2-2  | 6-1  | 0-1  | 5-1  | 1-0  | 6-1  | 3-3  | 0-1  | 0-0  | –––– | 4-1  | 2-0  | 3-0  | 1-1  | 1-1  | 0-2  | 1-1  | 1-1  | 0-1  |
| Nottingham Forest | 3-1  | 5-2  | 0-2  | 3-3  | 1-2  | 1-1  | 2-0  | 0-0  | 2-1  | 1-1  | 0-1  | –––– | 0-2  | 4-1  | 1-3  | 1-2  | 0-1  | 1-3  | 1-2  | 2-3  |
| Notts County      | 1-2  | 2-0  | 1-1  | 2-0  | 1-0  | 0-0  | 1-0  | 0-1  | 1-0  | 1-0  | 2-2  | 1-1  | –––– | 1-0  | 3-3  | 0-3  | 2-0  | 1-1  | 1-0  | 0-2  |
| Oldham Athletic   | 1-1  | 2-0  | 1-0  | 1-0  | 0-0  | 2-0  | 3-1  | 1-1  | 1-3  | 1-1  | 0-2  | 2-0  | 2-1  | –––– | 2-1  | 3-0  | 1-0  | 2-1  | 2-0  | 3-0  |
| Preston N.E.      | 0-1  | 0-0  | 2-0  | 4-0  | 2-0  | 0-2  | 2-1  | 1-1  | 0-2  | 1-1  | 2-1  | 0-2  | 2-0  | 1-1  | –––– | 1-1  | 1-3  | 0-2  | 2-0  | 4-1  |
| Sheffield Utd     | 2-1  | 1-1  | 0-1  | 0-4  | 3-0  | 0-1  | 2-0  | 2-2  | 2-0  | 2-1  | 0-0  | 0-1  | 0-2  | 1-2  | 5-0  | –––– | 0-1  | 1-2  | 3-0  | 3-2  |
| Sheffield Wed     | 1-0  | 1-0  | 0-1  | 2-1  | 1-0  | 0-2  | 1-0  | 4-1  | 0-0  | 1-1  | 0-2  | 5-2  | 1-3  | 2-0  | 0-0  | 2-0  | –––– | 1-1  | 2-1  | 0-0  |
| Sunderland        | 3-2  | 2-2  | 1-1  | 3-1  | 4-1  | 4-0  | 4-0  | 4-0  | 1-2  | 3-1  | 2-1  | 2-2  | 1-1  | 2-1  | 1-1  | 0-2  | 1-2  | –––– | 4-0  | 2-2  |
| Tottenham         | 1-2  | 2-2  | 2-0  | 3-2  | 5-0  | 0-1  | 1-0  | 1-1  | 2-2  | 6-2  | 1-2  | 1-4  | 3-0  | 2-0  | 1-1  | 2-1  | 3-1  | 1-1  | –––– | 3-1  |
| Woolwich Arsenal  | 1-1  | 4-1  | 0-0  | 3-0  | 3-2  | 1-0  | 0-0  | 0-1  | 1-2  | 0-2  | 1-2  | 3-2  | 2-1  | 0-0  | 2-0  | 0-0  | 1-0  | 0-0  | 2-0  | –––– |